# Zoran Vulić
Zoran Vulić est un footballeur yougoslave puis croate né le 4 octobre 1961 à Split en Yougoslavie (aujourd'hui en Croatie). Il évoluait au poste de défenseur central.

## Biographie
Défenseur redoutable et rugueux au plus près des attaquants, Zoran Vulić se fait une spécialité de monter devant le but adverse pour jouer en n°9 durant les cinq dernières minutes des matchs. 
Il part jouer à l'étranger à l'âge de 27 ans, d'abord en Espagne pendant trois saisons, au RCD Majorque, puis en France, au FC Nantes de 1991 à 1993. Il devient rapidement l'un des leaders de l'équipe nantaise, son âge et son expérience lui permettant de bien entourer la jeune garde nantaise, celle qui sera championne de France en 1995. 
Il quitte la France sur une finale de Coupe de France et une qualification pour la Coupe de l'UEFA, chose qui n'était pas arrivée à Nantes depuis la saison 1986-1987. Il retourne dans son club de cœur et arrête sa carrière professionnelle en 1995 après deux saisons, ponctuées chacune par un titre de champion de Croatie. En 1994-1995, avec Hajduk Split, il dispute même un 1/4 de finale de Ligue des Champions contre l'Ajax Amsterdam, futur vainqueur de l'épreuve.

## Palmarès joueur

### En club
- Champion de Croatie en 1994 et en 1995 avec Hajduk Split
- Vainqueur de la Coupe de Croatie en 1995 avec Hajduk Split
- Vainqueur de la Coupe de Yougoslavie en 1984 et en 1987 avec Hajduk Split
- Finaliste de la Coupe de France en 1993 avec le FC Nantes

### EnÉquipe de Yougoslavie
- 25 sélections et 1 but entre 1986 et 1991

### EnÉquipe de Croatie
- 3 sélections entre 1990 et 1993

## Palmarès entraîneur
- Champion de Croatie en 2001 et en 2004 avec Hajduk Split
- Champion de Moldavie en 2016 avec le FCS Tiraspol
- Vainqueur de la Coupe de Croatie en 2003 avec Hajduk Split